# Elaphoglossum pumilum
Elaphoglossum pumilum är en träjonväxtart som beskrevs av Herman Johannes Lam och Verhey. Elaphoglossum pumilum ingår i släktet Elaphoglossum och familjen Dryopteridaceae. Inga underarter finns listade.